# Hayriye (Çardak)
Hayriye ist ein Dorf im Landkreis Çardak der türkischen Provinz Denizli. Hayriye liegt etwa 77 km südöstlich der Provinzhauptstadt Denizli und 21 km südlich von Çardak. Hayriye hatte laut der letzten Volkszählung 254 Einwohner (Stand Ende Dezember 2010). Die Bevölkerung besteht hauptsächlich aus Tscherkessen.